# Na čudnijim plimama
Na čudnijim plimama (eng. On Stranger Tides) je fantastično pustolovni roman američkog književnika Tima Powersa napisan 1988. godine. Knjiga je u Hrvatskoj prvi put izdana 2001. godine, a 2011. je ponovno izdana pod nazivom Nepoznate plime. 

## Radnja

### Početak
Dvadesetosmogodišnji lutkar John Chandagnac 1718. putuje trojarbolnim trgovačkim brodom Gromoglasni Carmichael na Karibe kako bi pronašao svog strica Sebastiana koji je godinama ranije prevario njegovog oca Francoisa i ukrao mu nasljedstvo što ga je osudilo na siromaštvo i preranu smrt. Brodom putuje i jednoruki bivši profesor Benjamin Hurwood, njegova kći Elizabeth i njezin liječnik Leo Friend. Za vrijeme puta brod biva napadnut i zarobljen od piratskog brodića Jenny kojim zapovijeda Philip Davies. Tijekom napada se otkriva da su Hurwood i Friend suradnici pirata. Chandagnac ranjava Daviesa mačem i pirati ga prisilno uzimaju u posadu te Carmichaelom otplovljavaju prema piratskom otoku New Providence na Bahamima. Pirati mu nadjevaju ime Jack Shandy a on uči da se među piratima i vračevima Novog svijeta još uvijek koristi magija koju i Hurwood i Friend prakticiraju. 

### Putovanje na Floridu
Dva piratska broda kreću s New Providencea prema Floridi gdje se trebaju sastati s čuvenim Crnobradim. Tijekom puta susreću britanski ratni brod Whitney koji zarobljava Jenny a s njom i Daveisa i Shandyja dok Carmichael uspjeva pobjeći. Zarobljeni pirati uspijevaju pobjeći s ratnog broda i uništiti ga pri čemu Shandy odabire piratski život a Davies ga imenuje svojim zamjenikom. Jenny doplovljava na Floridu gdje se susreće s Carmichaelom te Queen Anne's Revenge i Revenge, brodovima Crnobradog i Stedea Bonneta. Shandy tamo otkriva da Crnobradi, Hurwood i Friend planiraju otići do tajanstvenog mjesta zvano Izvor mladosti, svatko iz svojih razloga. Zajedno s njima idu Davies, Bonnet (koji je samo Crnobradova marioneta), Shandy i Elizabeth. Dolaze na Izvor gdje se Crnobradi čisti od zlih duhova kojima se zarazio godinu dana ranije dok je tražio Izvor. Hurwood, Friend i Crnobradi na Izvoru prolijevaju svoju krv što je jedan od preduvjeta za vječni život. Hurwood također prolijeva i Elizabethinu krv na izvoru i Shandy otkriva da Hurwood želi iskoristiti Elizabeth kako bi u njeno tijelo preselio dušu svoje mrtve žene. Duša njegove žene je u njenoj glavi koju drži uz sebe u drvenoj kutiji. Nakon puno muka vraćaju se u logor na plaži.

### NestanakCarmichaela
Tijekom noći Friend otima Elizabeth i s njome bježi na Carmichaleu. Friend namjerava njome zamijeniti svoju majku kojom je bolesno opčinjen. Crnobradi objašnjava Daveisu da namjerava otploviti na sjever i pustiti da bude ubijen, tako da njegova krv padne u more, iz čega će nastati njegovo novo tijelo, s izgledom nepoznatim vlastima. Daveis, Shandy i Hurwood se ukrcavaju na Jenny i kreću u potjeru za Friendom koji je pobio posadu Carmichaela i zamijenio ih leševima mornara s engleskog gusarskog broda Charlotte Bailey, koji je 1630. potonuo u borbi sa španjolskim galijunom Nuestra Senora de Lagrimas. Jenny se približava Carmichaelu kojeg se zbog Friendove magije drži duh Charlotte Bailey pa brod stalno mjenja izgled. Istodobno se javlja nova opasnost. Friendovom krivicom, ali ne i njegovom voljom, duh Nuestra Senora de Lagrimas se diže s dna mora i napada Carmichael/Charlotte Bailey nastavljajući borbu od prije gotovo čitavog stoljeća. Dva broda se sudaraju i na palubi Carmichaela/Chalotte Bailey započinje borba dvaju posada živih mrtvaca. Istodobno i Jenny s druge strane udara u Carmichael i njena posada započinje borbu s Friendovom i španjolskom nemrtvom posadom. Istodobno i Friend i Hurwood započinju magijski dvoboj. Tijekom borbe Davies pogiba spašavajući Shandyja, krivicom Vennera, pirata koji je želio mjesto Daveisovog zamjenika. Hurwood pobjeđuje Frienda i ubija ga. Posade živih mrtvaca nestaju na suncu zajedno s duhovima dvaju potonulih brodova. Hurwood protjeruje Shandyja koji želi odvesti Elizabeth i odlazi Carmichaelom. 

### Shandy, kapetanJenny
Shandy, koji je nakon Daveisove smrti postao kapetan Jenny, usmjerava brodić prema New Providenceu. Istodobno Bonnet prihvaća oprost od piratskih zločina i vraća se na Barbados ali se vraća piratstvu i pušta da bude zarobljen i obješen kako ga Crnobradi više ne bi koristio. Crnobradi biva ubijen u uvali otoka Ocracoke, nakon što je ranije sakrio sav svoj plijen i brodove. Woodes Rogers stiže na New Providence i piratsko stanovništvo prihvaća amnstiju. Shandy stiže na otok da bi ga odmah napustio krenuvši na Hispaniolu u potragu za svojim stricem. Namjerava ga izvesti pred sud i novcem koji dobije kupiti veliki prekooceanski brod i krenuti u potragu za Carmichaelom. Od francuskih vlasti na Hispanioli saznaje da mu je stric izvršio samoubojstvo nakon što je doživio bankrot. Shandy se vraća na New Providence i prihvaća amnestiju. 

### Potjera zaOrfejem
Tri mjeseca kasnije, Shandy saznaje za pirata Ulyssea Segundoa koji brodom Uspinjući Orfej pljačka po Karibima, ali da s osvojenih brodova ne uzima samo zlato i dragocjenosti nego i leševe ubijenih mornara. Shandy shvaća da je Segundo zapravo Hurwood a Orfej zapravo Carmichael i oprema Jenny te kreće prema Jamajci, gdje je Orfej zadnji puta viđen. Jenny upada u oluju tijekom koje Venner magijom pokušava ubiti Shandyja ali ne uspijeva i Shandy ga ubija. Nakon oluje Jenny pronalazi Orfeja i napada ga. Tijekom borbe na Orfejevoj palubi Shandy biva ranjen i zamalo ubijen ali Daveisov leš ranjava Hurwooda i ovaj gubi kontrolu nad svojom magijom. Shandy uništava glavu Hurwoodove žene a ovaj gubi sve svoje magijske sposobnosti. Posada mrtvaca iščezava i na palubi Orfeja ostaju samo Shandyjevi pirati. Shandy otkriva na Elizabeth nije na brodu i njeguje Hurwooda koji mu otkriva da je ona u Spanish Townu na Jamajci. Ako Hurwood ne dođe na vrijeme na Jamajku njegov suradnik Joshua Hicks će izvesti čaroliju koja će Elizabethinu dušu izbaciti iz njenog tijela. Teško oštećena Jenny tone a Shandy usmjerava Orfeja prema Jamajci. Nešto prije zore i nadomak Jamajke Hurwood umire ali Shandy pomoću konopaca koristi njegovo tijelo kao lutku koja šeće palubom i Hicks s obale vidi Hurwooda te odlućuje njemu prepustiti izvođenje čarolije. 

### Spašavanje Elizabeth
Shandy se iskrcava na Jamajci i biva zarobljen od vlasti ali uspijeva pobjeći i odlazi na zabavu u Hicksovu kuću želeći pronaći Elizabeth. Tamo otkriva da Hicks nije nitko drugi nego njegov stric Sebastian Chandagnac koji je uz Hurwoodovu pomoć lažirao svoju smrt i bankrot a sada je samo Hurwoodova marioneta. Vojnici ulaze u kuću a Shandy uzima Sebastiana kao taoca. Predstavlja mu se kao njegov pokojni brat Francois koji se crnom magijom vratio iz mrtvih. Sebastian umire od srčanog udara a Shandy ubija Edmunda Morcillu, jednog od gostiju koji također traži Elizabeth. Shandy ju pronalazi i s njom bježi prema obali. Tamo susreće grupu živih mrtvaca pod vodstvom istog onog čovjeka kojega je ubio u Sebastianovoj kući. Ispostavi se da je Morcilla zapravo uskrsli Crnobradi i da želi Elizabeth za suprugu jer je ona jedina žena na svijetu koja je prolila krv na Izvoru mladosti. Shandy pomoću jedne čarolije pokušava ubiti Crnobradog i probada ga začaranim mačem ali ovaj ne umire. Tada Elizabeth od Daveisovog duha saznaje i izgovara čaroliju koja ju vezuje za Shandyja kao negovu suprugu i njega za nju kao njenog supruga. Ta čarolija oslabljuje Crnobradog, Shandy ga probada mačem te on umire a njegova duša napušta tijelo. Živi mrtvaci nestaju i roman završava.

## Zanimljivosti
- Kim Newman je imenovao jednog vampira u svom književnom serijalu Anno Dracula po glavnom junaku romana Na čudnijim plimama.

- Iako se tvrdilo da je serijal videoigara Rona Gilberta Monkey Island inspiriran Disneylandovom atrakcijom Pirati s Kariba, Gilbert je kasnije izjavio da je njegova prava inspiracija za serijal zapravo bila knjiga Na čudnijim plimama.

- 11. rujna 2009. tvrtka Disney objavila je da će četvrti dio u filmskom serijalu Pirati s Kariba nositi podnaslov On Stranger Tides. Neke događaji i likovi iz romana pojavljuju se u filmu.